# Draadzeilvissen
De Draadzeilvissen (Aulopiformes) vormen een orde binnen de straalvinnige vissen. Veel draadzeilvissen leven in de diepzee en sommige soorten zijn hermafrodiet. Het is tevens de enige orde binnen de superorde Cyclosquamata (Rondschubbige vissen).

## Onderorden en families
- Onderorde: Synodontoidei
  - Paraulopidae (Paraulopiden)
  - Aulopidae (Draadzeilvissen)
  - Pseudotrichonotidae (Pseudotrichonoten)
  - Synodontidae (Hagedisvissen)
- Onderorde: Chlorophthalmoidei
  - Bathysauroididae (Bathysauroiden)
  - Chlorophthalmidae (Groenogen)
  - Bathysauropsidae (Netoogvissen)
  - Notosudidae (Papierbeenvissen)
  - Ipnopidae (Netoogvissen)
- Onderorde: Alepisauroidei
  - Scopelarchidae (Parelogen)
  - Evermannellidae (Sabeltandvissen)
  - Alepisauridae (Lansvissen)
  - Paralepididae (Barracudinas)
- Onderorde: Giganturoidei
  - Bathysauridae (Hagedisvissen)
  - Giganturidae (Telescoopvissen)